# 상거

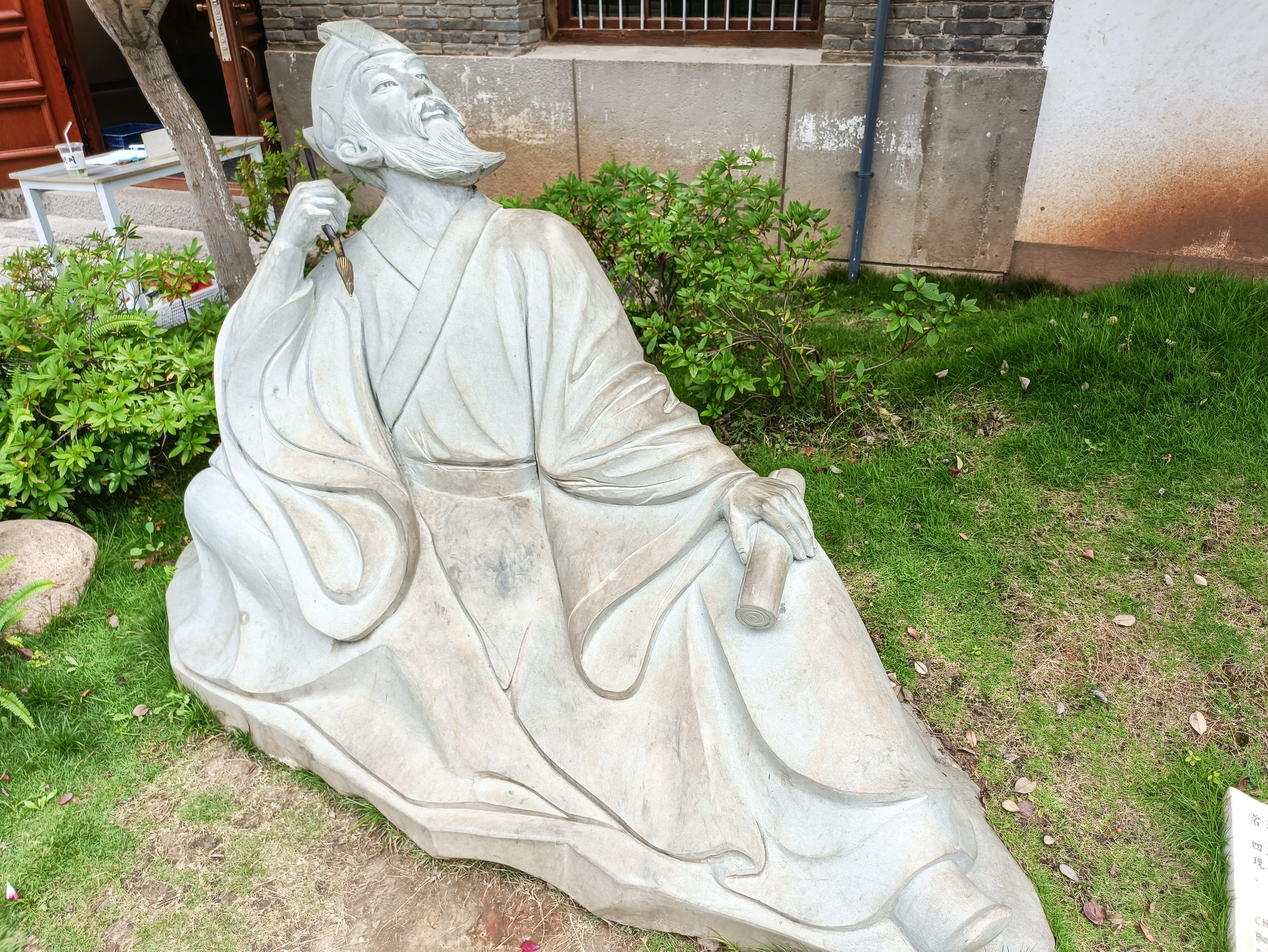

상거(常璩, 291년 ~ 361년)는 중국 성한, 동진의 관리이자 역사가로, 《화양국지》의 편찬자이다. 자는 도장(道將)이며 본관은 촉군 강원현이다.

## 생애
상씨는 강원현(江原縣)을 대표하는 성으로, 상거의 종조부(從祖父)인 상관(常寛)은 서진의 주부(主簿)·별가(別駕)를 지냈다.
상거는 촉의 성도(成都; 청두)에서 자라나 어려서부터 학문을 좋아했다고 한다.
이웅이 익주(益州)에 성한(成漢)을 일으키자, 상관(常寛)은 이에 항복하고 무평군(武平郡) 태수로 임명되었다. 상거(常璩)는 성한에서 산기상시(散騎常侍)로 재직하였다.
동진의 환온이 성한으로 침입해 오자, 상거는 성한의 군주 이세에게 투항할 것을 권유하였다. 347년 성한이 멸망하고, 환온이 촉에 머무르면서 인재를 포섭할 때, '촉의 인재(蜀之良)' 중 한 명으로 불리던 상거도 등용되어 참군(參軍)의 직에 임명되었다.
상거는 영화 연간에 《화양국지》를 저술하였는데, 전체 12권으로 구성되어 있으며 파, 촉, 한중 등 중국 서남부 지역의 역사와 지리 등을 서술한 책이다. 이외에 《한지서(漢之書)》를 편찬하였다고 전한다. 《한지서》는 성한의 역사를 서술한 책이나 나중에 일실되었다.